# The Sisters
The Sisters (bra: Desejos e Traições; prt: Três Irmãs) é um filme estadunidense de 2005, do gênero drama, dirigido por Arthur Allan Seidelman, com roteiro de Richard Alfieri baseado em sua peça The Sisters, por sua vez inspirada na peça teatral As Três Irmãs, de Anton Tchekhov.

## Sinopse
Conta a história de três irmãs e um irmão de uma família disfuncional e os irmãos que lidam com seus altos e baixos após a perda de seu pai.

## Elenco
- Maria Bello  - Marcia Prior Glass
- Erika Christensen - Irene Prior
- Elizabeth Banks - Nancy Pecket
- Eric McCormack - Gary Sokol
- Chris O'Donnell - David Turzin
- Mary Stuart Masterson - Olga Prior
- Tony Goldwyn - Vincent Antonelli
- Alessandro Nivola - Andrew Prior
- Rip Torn - Dr. Chebrin
- Steven Culp - Dr. Harry Glass

## Produção
As gravações ocorreram em Eugene e Cottage Grove (Oregon).

## Recepção
No agregador de críticas Rotten Tomatoes, o filme possui uma classificação de aprovação de 30% com base em 27 críticas, com uma classificação média de 4,47/10. O consenso dos críticos do site diz: "Raso, sem graça e ineficazmente atualizado para o público moderno, The Sisters pega o material clássico de Chekhov e o torna dramaticamente inerte". Em Metacritic, o filme tem uma pontuação média ponderada de 40 em 100, com base em catorze críticos, indicando "críticas geralmente favoráveis".
O Los Angeles Times o chamou de "psicodrama pomposo, exageradamente claustrofóbico", dizendo que "nada pode salvar os atores do diálogo doloroso e dos relacionamentos implausíveis".